# Гиркан II
Иоанн Гиркан II (ивр. יוחנן הורקנוס השני‎, ок. 110—30 год до н. э.) — иудейский царь, этнарх (правитель), и первосвященник из династии Хасмонеев, сын Александра Янная. Он был первосвященником Иудеи в 76—67 годах до н. э., и в 63—40 годах до н. э., этнархом Иудеи в 47—40 годах до н. э. при римлянах, царём Иудеи всего несколько месяцев в 67 году до н. э.
Гиркан был старшим сыном Александра Янная, царя и первосвященника, и Александры Саломеи. Видимо, был усыновлён Александром Яннаем, ибо родился, когда его мать была замужем за Аристобулом I, очевидно, настоящим отцом Гиркана. После смерти Александра Янная в 76 г. до н. э., его вдова стала царицей Иудеи и назначила своего старшего сына Гиркана первосвященником. У Александра Янная были многочисленные конфликты с фарисеями, которые затем поддерживали Саломею и Гиркана, а их соперники саддукеи — Аристобула, младшего брата Гиркана.
Когда Саломея умерла в 67 г. до н. э., она назвала Гиркана своим преемником на царство. Но начало правления Гиркана II в 67 г. до н. э. было осложнено междоусобной борьбой с братом Аристобулом II, кульминацией которой стала сражение при Иерихоне.
Терпя поражение Гиркан призвал сначала набатейцев, а затем римлян и те, во главе с Помпеем, захватили Иерусалим в 63 году и установили протекторат над Иудеей. Соратником и правой рукой (фактически, соправителем) Гиркана был идумеянин Антипатр, сын которого Ирод стал правителем Галилеи.
После убийства Цезаря (44 г. до н. э.) Антигон II (Хасмоней), второй сын Аристобула II, несколько раз пытался захватить Иерусалим, и наконец вступил в союз с парфянами. Они помогли Антигону II стать царём в 40 г. до н. э. Таким образом Гиркан был лишён власти.
Гиркан был пленён и ему были повреждены уши, чтоб он больше не мог, согласно Иудейскому закону, быть первосвященником (Лев. 21:17—23). Он некоторое время жил в Вавилоне, где был почитаем местными евреями. Тем временем, римляне объявили царём Ирода, и помогали ему прийти к власти.
После воцарения Ирода вернулся в Иудею. Однако ему не удалось почить с миром. Его дочь Александра, возмущённая воцарением Ирода, настраивала своего отца на решительные действия и уговорила его вступить в тайные переговоры с набатейцами. Ирод заговор раскрыл, а Гиркана казнил. Когда он умер ему было за 70 лет (по словам Иосифа Флавия 80 лет).